# James McCleery
James McCleery (2 décembre 1837 – 5 novembre 1871) est un avocat né en Ohio et officier dans l'armée de l'Union pendant la guerre de Sécession. Il sert également en tant que représentant des États-Unis à partir de la Louisiane.

## Biographie
Né dans le township de Mecca dans le comté de Trumbull en Ohio (en), McCleery va à l'université d'Oberlin (Ohio) en 1859 et 1860.
Il sert dans l'armée de l'Union pendant la guerre  de Sécession. Il obtient une commission de second lieutenant de la compagne A du 41st Ohio Infantry (en), en 1861, et est blessé lors de la bataille de Shiloh en 1862, perdant son bras droit. Il est promu au grade de commandant en 1865. Il entre dans l'armée régulière en tant que capitaine dans le 45th U.S. Infantry (en) en 1866 et par la suite reçoit les brevets de commandant (dans l'armée régulière) et de brigadier général des volontaires. Il prend sa retraite le 15 décembre 1870, s'étant installé dans la paroisse de Saint Mary, en Louisiane, où il achète une plantation et entre dans la pratique du droit. Il est relié au bureau des affranchis, non seulement en Louisiane, mais aussi en Caroline du Nord. Il déménage rapidement à Shreveport, en Louisiane, où il est nommé surintendant de l'éducation publique pour la quatrième division.
McCleery est élu républicain de la quatrième district du Congrès de Louisiane lors du Quarante-deuxième Congrès des États-Unis (en) et sert du 4 mars 1871 jusqu'à sa mort, en visite dans la ville de New York le 5 novembre 1871.
Il est inhumé dans le cimetière de l'Église chrétienne à Cortland, en Ohio. La pierre tombale de McCleery dans le cimetière de l'Église chrétienne de Cortland se lit comme suit :
JAMES MCCLEERY
BREVET
BRIG GEN
41 OHIO INF
Né le 2 décembre 1837
Décédé le 5 novembre 1871